# 野生の蘭
『野生の蘭』（やせいのらん、原題・英語: Wild Orchids）は、1928年に撮影され、翌1929年に公開されたアメリカ合衆国の映画である。

## 概要
シドニー・フランクリンが監督、グレタ・ガルボとルイス・ストーン、ニルス・アスターらが出演した。
BGM・効果音を録音したサウンド版として製作されている。

## キャスト
- リリー・スターリング：グレタ・ガルボ
- ジョン（リリーの夫）：ルイス・ストーン
- デ・ガース公爵：ニルス・アスター

## スタッフ
- 監督：シドニー・フランクリン
- 原案：ジョン・コルトン
- 脚本：ウィリス・ゴールドベック、ハンス・クレイリー
- 音楽：ウィリアム・アクスト
- 撮影：ウィリアム・H・ダニエルズ
- 編集：コンラッド・A・ネルヴィッヒ
- 美術：セドリック・ギボンズ
- 衣裳：エイドリアン